# Internierungslager Katzenau
Das Internierungslager Katzenau bei Linz bestand während des Ersten Weltkrieges. Es diente der Aufnahme von Zivilpersonen aus Staaten, die mit Österreich-Ungarn Krieg führten, aber auch „unverlässlichen“ Angehörigen der Donaumonarchie. Dies waren hauptsächlich „Reichsitaliener“ und „verdächtige Inländer“ italienischer Nationalität.

Das Internierungslager Katzenau vom Pfennigberg aus gesehen

## Zur Vorgeschichte
Bei den Offensiven in Serbien und Galizien zu Beginn  des Ersten Weltkriegs machte die k.u.k. Armee hunderttausende Kriegsgefangene, für die eine Reihe von Lagern gebaut wurde. Die oberösterreichischen Standorte dieser Lager waren Aschach, Braunau, Freistadt, Kleinmünchen, Marchtrenk und Mauthausen. Anders als bei den als "feindliche  Kombattanten" internierten Insassen dieser Lager handelte es sich bei den Insassen des Lagers Katzenau jedoch um Zivilisten.
Nach dem Kriegseintritt Italiens auf Seite der Entente-Mächte am 23. Mai 1915 ordneten die Militärbehörden der Donaumonarchie rasch die Internierung aller im Staatsgebiet verbliebenen „Reichsitaliener“ (Angehörige des Königreichs Italien) an. Gleichzeitig wurden des Irredentismus verdächtigte italienischsprachige Inländer aus dem Welschtirol/Trentino, aber auch aus dem Österreichischen Küstenland und Dalmatien festgenommen und in Internierungslager oder Konfinierungsstationen verfrachtet.
Diese Maßnahmen waren auf Grund der fragwürdigen Haltung Italiens hinsichtlich eines Kriegeintritts schon länger vorher vorbereitet und teilweise mit überzogener Härte und offenem Hass durchgeführt worden.
Zudem wurde aus militärisch-strategischen Gründen auch die Zivilbevölkerung aus den Grenzgebieten zu Italien zwangsevakuiert und über die beiden so genannten „Perlustrierungsstationen“ Salzburg und Leibnitz auf die innerösterreichischen Kronländer verteilt. Teils in Ortschaften (bis Böhmen und Mähren) angesiedelt, fand sich die mittellose Mehrheit der Flüchtlinge in diversen Lagern untergebracht. Dies vor allem in der Steiermark (Wagna bei Leibnitz) sowie Ober- (Braunau) und Niederösterreich (Bruck an der Leitha, Gmünd, Pottendorf-Landegg, Mitterndorf, Steinklamm).
Als „mildere Form der Internierung“ kam seit Kriegsbeginn die Konfinierung (Verbannung) zur Anwendung. Vor allem finanzkräftige Personen mit geringem Fluchtrisiko konnten in Privatquartieren Unterkunft finden, mussten aber sowohl für diese als auch für die Verpflegung selbst aufkommen. Sie durften sich innerhalb bestimmter Bereiche und zu bestimmten Zeiten frei bewegen, mussten sich aber regelmäßig bei Polizei oder Behörden melden und diesen auch ihre Korrespondenz vorlegen. Die größten Konfinierungsstationen befanden sich in Ober- und Niederösterreich (Drosendorf, Groß Siegharts, Heidenreichstein, Linz, Oberhollabrunn, Pulkau). 
Auch die zur Internierung bestimmten Personen landeten in Lagern vor allem in Ober- und Niederösterreich. So Reichsitaliener und politisch verdächtige italienischsprachige Österreicher hauptsächlich in Katzenau und anfangs auch Göllersdorf und (bis Oktober 1915) Steinklamm (im Pielachtal), aber auch in Lagern von Drosendorf, Enzersdorf im Thale, Hainburg, Mittergrabern, Raschala, Sitzendorf an der Schmida, Sittmannshof oder Weyerburg.

## Das Lager
Auf einem rund 400 × 300 m großen Areal am rechtsseitigen Donauufer nahe Linz gelegen, bestand in der Katzenau schon vor 1915 ein Barackenlager, das zunächst als militärischer Übungsplatz und ab Sommer 1914 als Unterkunft für russische Kriegsgefangene Verwendung fand. Nach einer Flecktyphusepidemie geräumt und desinfiziert, diente es ab Kriegseintritt Italiens als Internierungslager für Zivilpersonen.
Die bei Ankunft der ersten Trentiner und reichsitalienischen Internierten (am 23. Mai 1915) bestehenden 38 Holzbaracken wurden noch in den ersten Monaten um 20 erweitert. Im einzigen gemauerten Gebäude war das Lagerkommando untergebracht.

## Verwaltung
Das Lager Katzenau unterstand zwar unmittelbar in ziviler Verwaltung der Statthalterei Linz, doch in oberster Instanz dem Kriegsüberwachungsamt, einer eigentlich militärisch-staatspolizeilichen Einrichtung im Kriegsministerium. Als Lagerleiter war bis Mitte Oktober 1917 ein Baron von Reicher eingesetzt, gefolgt von einem A. J. Singer, abgelöst zuletzt (ab Juni 1918) von einem Herrn Seifert. Das Wachpersonal allerdings wurde von den Militärbehörden gestellt, was manches Beschwerde- und Konfliktpotenzial in sich barg.

## Belegung
Die Anzahl der im Lager Katzenau Internierten lässt sich anhand der erhaltenen Standeslisten einigermaßen rekonstruieren, wenngleich die permanenten Zu- und Abgänge die Ermittlung einer Gesamtsumme erschweren. So war das Lager etwa Durchgangsstation für rund 5000 „wehrunfähige“ Reichsitaliener (Frauen, Kinder, alte Männer), die mit Hilfe des Roten Kreuzes über die Schweiz nach Italien abgeschoben wurden. Auch gab es zahlreiche Verlegungen von Reichsitalienern nach Katzenau aus anderen Internierungslagern. Die Zahl der inländischen Internierten andererseits war durch Überführung in Konfinierungsstätten und Zuweisungen zu Disziplinierungskompanien des Militärs immer wieder in Bewegung. Zudem war ein immer größerer Teil der Internierten zwar dem Lager Katzenau unterstellt, aber zur Arbeitsleistung außerhalb (meist in Linz) untergebracht.
Insgesamt dürften ca. 16.000 bis 17.000 Personen über kürzere oder längere Zeit im Lager Katzenau interniert gewesen sein, davon ca. 1750 bis 2000 italienischsprachige Österreicher. 
Der Höchststand in der Belegung des Lagers war mit rund 4500 Personen (Ende November 1915) nur kurzzeitig gegeben, ebenso die Höchstzahl der dem Lager gesamt unterstellten Internierten mit nahezu 10.000 (Ende Februar 1918). Der Anteil der zur Arbeitsleistung außerhalb des Lagers Katzenau untergebrachten Internierten stieg (mit rund 700–1000) von etwa 23 % im August 1915 auf (ca. 5800) zwei Drittel aller dem Lager unterstellten Personen Anfang August 1918.
Der Großteil (ca. 80–90 %) der ständig Internierten bestand aus wehrfähigen Reichsitalienern, also Männern im Alter zwischen 18 und 50 Jahren. Sie setzten sich hauptsächlich aus „niederen sozialen Schichten“ zusammen, waren Saisonarbeiter oder Taglöhner, die sich in der Donaumonarchie schon mehr oder weniger lang aufgehalten hatten oder gar hier geboren wurden.
Im Gegensatz dazu entstammten die „verdächtigen Inländer“, also Trentiner und Italiener aus Triest und dem Küstenland, fast geschlossen bürgerlichen und sozial höheren Schichten. Unter ihnen befanden sich etwa ehemalige Reichsrats- oder Landtagsabgeordnete, Bürgermeister, Rechtsanwälte, Ärzte, Priester, Beamte, Professoren, Lehrer, Studenten, aber auch viele Kaufleute, Handwerker und Gastwirte.
Neben diesen zwei Hauptgruppen waren in Katzenau zeitweise auch je rund 300 Rumänen und Serben sowie ca. 100 Engländer und Franzosen interniert.
Der Frauenanteil lag insgesamt meist unter zehn Prozent, war aber bei den Inländern deutlich höher.
Die nationalen Gruppen, also auch Reichsitaliener und italienischsprachige inländische Internierte, wurden von Beginn an in getrennten Baracken untergebracht. Letztere nicht nur ihres unterschiedlichen rechtlichen, sondern auch sozialen Status wegen.
Streng separiert waren zudem großteils die Geschlechter, Männer und Frauen meist in eigene, extra eingezäunte Lagerbereiche verwiesen, nur wenige Familienbaracken existierten. Den sozialen Unterschieden weiter folgend gab es etwa auch eigene Baracken für Alte, Junge, Geistliche und Klosterschwestern oder auch Ärzte, Reiche und Intellektuelle.

## Lagerleben
Die Infrastruktur des Lagers war anfangs völlig unzureichend. Neben einer viel zu geringen Zahl an Strohsäcken für die Schlafstellen war auch die Ernährung äußerst mangelhaft. 
Das Chaos war mit verursacht durch die große Zahl an wehrunfähigen Reichsitalienern, die anfangs in Katzenau immer wieder einlangten, hier nur registriert und dann bald über die Schweiz nach Italien zwangsrepatriiert wurden.
Inmitten des Überschwemmungsgebiets der Donau gelegen und ohne Baumbewuchs, bildete daneben während der ersten Sommermonate vor allem die Hitze ein weiteres großes Problem.
Der Bau zusätzlicher Baracken und infrastrukturelle Verbesserungen führten zur Entschärfung der Situation. Die Entlassung der ausbeuterischen privaten Kantineure und Eigenversorgung durch ein lagerinternes Komitee hob die Ernährungssituation vorerst beträchtlich. Doch ab Ende 1916 spitzte sich die Nahrungsmittelversorgung allgemein und damit auch in Katzenau wieder zu und sogar der Lagerhof musste zum Kartoffelacker umfunktioniert werden.

## Bekämpfung des Irredentismus
Seit Kriegsbeginn durch kaiserliche Verordnung in ihren Machtbefugnissen wesentlich erweitert, spielten die österreichischen Militärbehörden im repressiven „Kampf gegen den Irredentismus“ eine zentrale und auch unrühmliche Rolle. Die erhaltenen Perlustrierungsblätter spiegeln die mangelnde rechtliche Grundlage und meist auch ungenügenden Beweisverfahren für die zunächst nicht selten grundlos verdächtigten inländischen Internierten wider. Nicht wenige der schließlich (militär)gerichtlich Verfolgten wurden daher freigesprochen (blieben aber dennoch interniert). Der Eindruck ist durchaus berechtigt, dass die Internierung in erster Linie der Prävention möglicher „irredentistischer“ Aktivitäten dienen sollte, unter Inkaufnahme eklatanter Unrechtspraxis. Dies trug zur „Entfremdung“ vieler vormals habsburgtreuer Trentiner bei.
Andererseits erlebte möglicherweise aber auch manch bekennender Irredentist die Internierung gegenüber einem (vielleicht eher angebrachten) Gefängnisaufenthalt als Erleichterung.
Viele der internierten Reichsitaliener standen den nationalen Idealen der Irredentisten indifferent und dem Kriegseintritt Italiens auf Seite der Entente-Mächte negativ gegenüber, verloren sie doch dadurch ihre Erwerbsmöglichkeiten und vielfach auch zweite Heimat. So mancher „Wehrfähige“ unter ihnen mag daher die Internierung – trotz aller Ungemach – einer Einberufung zum Kriegsdienst im italienischen Heer vorgezogen haben.

## Kriegsdienstverpflichtung
Unter den österreichischen Internierten fanden immer wieder Musterungen statt. Die jeweils für taugliche befundenen Männer zwischen 18 und 50 Jahren wurden zu den Waffen gerufen (insgesamt weit über 200) und so genannten Disziplinierungskompanien zugewiesen, wo sie besonderer Aufsicht aber auch Verfolgung und Schikanen ausgesetzt waren.

## Arbeit
Die Regierung war bedacht, Arbeitskräfte für die Kriegswirtschaft und Industrie zu gewinnen, doch rein formal gab es im Lager Katzenau keinen Arbeitszwang. Um aber nicht nur auf die karge, unzureichende Lagerverpflegung angewiesen zu sein, war eine große Zahl der Internierten praktisch gezwungen, einer Arbeit nachzugehen. Vom Lohn allerdings wurden die Kosten für das Wachpersonal und Verpflegungsspesen abgezogen, denn jeder Lohnempfänger verlor automatisch das Recht auf staatliche Unterstützung. Der Anteil der außerhalb des Lagers untergebrachten Arbeiter stieg von ca. 23 % im August 1915 auf rund 66 % im August 1918.
Von der Verwaltung gefördert, entwickelten sich aber auch im Lager selbst verschiedene Arbeitsmöglichkeiten in Form von Handwerk (Schneider, Schuster, Barbiere, Tischler etc.) oder Dienstleistungen (Wäscherinnen). Und auch kleine Verkaufsläden sowie Restaurationsbetriebe wurden in Form privaten Unternehmertums oder einer Art „Joint Venture“ in Zusammenarbeit mit Linzer Kaufleuten installiert. Frequentiert wurden diese freilich vorwiegend von den finanziell besser gestellten Internierten.

## Konfinierung
Um die Lagerkosten zu senken, wurden ab Sommer 1915 in Katzenau immer wieder Internierungen in Konfinierungen umgewandelt. Die Entscheidungen darüber behielt sich das Kriegsüberwachungsamt vor, als Konfinierungsstätten kamen vor allem Linz, Oberhollabrunn und Drosendorf in Betracht.

## Entlassung der Inländer
Der im November 1916 an die Spitze Österreich-Ungarns getretene Kaiser Karl I. erließ im Dezember 1916 eine umfangreiche Amnestie für politische Delikte. Zugleich wurde eine Revision der Internierungen und Konfinierungen angeordnet. Dies hatte praktisch die Entlassung der meisten im Lager Katzenau internierten „verdächtigen Inländer“ zwischen März und Mai 1917 zur Folge, immerhin rund ein Drittel wurde aber in (leichte oder strenge) Konfinierung zugewiesen.
Doch die Rückkehr/Rückführung der „Freien“ scheiterte an den enormen Versorgungsproblemen im engeren Kriegsgebiet, aber auch am Widerstand der Statthaltereien in Innsbruck und Triest, sodass die meisten von ihnen das Ende der Kampfhandlungen als Flüchtlinge abwarten mussten.

## Auflösung des Lagers
Das Lager Katzenau bestand bis Kriegsende und fast bis zuletzt waren ihm mehr als 8000 Internierte unterstellt, mehr als 90 % davon Reichsitaliener und der Großteil (ca. 67 %) zur Arbeitsleistung in Linz untergebracht. Über die Auflösung des Lagers selbst sind keine Berichte erhalten geblieben.

## Wertung
Das Lager Katzenau erlangte vor allem wegen der politisch Internierten Bedeutung und Publizität, wiewohl diese zahlenmäßig weit in der Minderheit waren. Namhafte Persönlichkeiten und eine größere Gruppe an Gefangenen aus gebildeten Schichten – vor allem des Trentinos – zogen die Aufmerksamkeit auf sich. Und so mutierte Katzenau bald zum (nicht selten nationalistisch hochstilisierten) Symbol für die Unterdrückung der italienischen Minderheit in der Donaumonarchie, die ihre „Erlösung“ in der Annexion der betroffenen Gebiete durch Italien finden sollte. Im selben Zusammenhang wurde oft auch die Absiedelung der italienischsprachigen Bevölkerung aus den grenznahen Gebieten thematisiert.
Mit historischer Distanz wird die meist auf biographischen Zeugnissen fußende, nationalistisch vereinnahmende „Memoralistik“ doch zunehmend relativiert. Der berechtigte Zorn über die Unrechtsbehandlung so vieler inländischer Internierter darf nicht darüber hinwegtäuschen, dass die soziale Lage der ausländischen Zivilinternierten in Katzenau deutlich schlechter war. Dies galt vielfach auch für Flüchtlinge aus den evakuierten Gebieten in Lagern und – mit zunehmender Kriegsdauer – selbst für die ansässige einheimische Bevölkerung.

## Bilder

Inneres einer Lagerbaracke
Tischlerei
Dampfwäscherei
Gemischtwarenhandlung der Konfinierungsstation
Deutsche Volksschule im Lager
Lese- und Schreibzimmer
Kunstgewerbliche Werkstätte
Lagerfeuerwehr Katzenau